# Catalina García-Trejo del Campo
Catalina García-Trejo del Campo (Albacete, juny de 1870 - 1952) fou una professora i regidora vinculada a Alacant. Fou una dona preocupada per problemes socials, avançada en alguns temes i admiradora de l'obra de Manjón y Poveda (sacerdots fundadors de les escoles de l'Ave María i de la Institució Teresiana, respectivament). Va portar les seues teories a la pràctica a l'Escola Normal, a centres privats i des de la seua participació en associacions.

## Biografia
Va estudiar Magisteri a Múrcia, on superà la revàlida del grau elemental el 1899 i va obtenir el títol de mestra superior el 1903. Les seues activitats a Alacant comencen en octubre de 1902 en un centre privat i en l'Escola Normal de Mestres. Fou la directora del col·legi per a xiquetes El Sagrado Corazón de Jesús, on va ampliar el currículum. Va introduir-hi passejades i excursions setmanals. A l'Escola Normal començà com a ajudat de Dibuix. L'abril de 1903 és nomenada auxiliar numerària i ha de renunciar a la direcció del centre privat. Al juny és substituta personal d'una professora i, quan aquesta mor el 1908, continua d'auxiliar. Impartia classes de Gramàtica i de Geografia i Història. El 1913 fou nomenada auxiliar numerària de Lletres a l'Escola Normal Superior de Mestres de Jaén. El 1917 per concurs es va traslladar a Albacete i tres anys després torna a Alacant com auxiliar interina de Pedagogia, amb plaça en propietat. El 1911 havia aprovat les oposicions per ocupar places de la secció de Lletres d'Escoles Normals.
De 1903 a 1913 també s'ocupa d'altres activitats i comença a rebre premis. Ingressa en diverses associacions. El 1908 crea i dirigeix el periòdic El Magisterio de Alicante. Fou premiada pels treballs Escuelas al aire libre (València, 1909, on afirma que les colònies han de sermixtes i per a totes les classes socials), Escuelas de párvulos (Barcelona, 1909), Memoria de Cursos libres para la enseñanza de la mujer (València, 1910) i Colonias Escolares (Alacant, 1911).
La seua participació en l'organització de colònies comença el 1914 i fins a 1927 organitzà les de Granhier, del Comité antituberculosi d'Alacant. Durant els estius de 1920 a 1922, es va encarregar de colònies per a xiquets d'Albacete a Benidorm. A partir de 1928, va dirigir les Colònies Escolars Reina Victoria de la Junta antituberculosa. En els anys 1929 i 1930 organitza colònies per a xiquetes d'escoles públiques madrilenyes en hivern. El 1930 dirigeix un torn de colònies mixt a Alcoi. Quan torna a Alacant funda un internat femení, teresià. Abans de la seua estada a Jaén havia tingut estudiants a sa casa, per manca d'allotjament a la ciutat.
Al desembre de 1924 és nomenada tinent d'alcalde i presidenta de la Comissió d'Instrucció Pública, així com vocal de la Junta Local de Primera Ensenyança i de la Junta Provincial d'Instrucció Pública. Fou nomenada vocal de la Junta Provincial de Beneficència el 1926, es va associar a Creu Roja el 1926 i fou vocal de la Junta de Construccions Escolars des d'agost de 1928. Com a entusiasta de l'educació física, fou autoritzada el 1928 per a organitzar un «Assaig d'Educació Física» a l'Escola Normal.
Durant els cursos 1929-30, 1930-31 y 1933-34, s'encarrega de les classes de Dret i Legislació Escolar; el 1934-35 y 1935-36 de Paidologia i Organització Escolar. Jubilada por O.M. de 3 de abril de 1937, torna a la seua plaça l'1 d'abril de 1939. S'encarrega, amb altres professores, de la depuració de la Biblioteca. Es jubila el 1941 amb 71 anys.